# Gabriele Heinisch-Hosek
Gabriele Heinisch-Hosek (ur. 16 grudnia 1961 w Guntramsdorfie) – austriacka polityk, nauczycielka i działaczka samorządowa, parlamentarzystka, od 2008 do 2016 minister.

## Życiorys
Absolwentka szkoły nauczycielskiej Pädagogische Akademie w Baden (1983). Do 2002 pracowała jako nauczycielka. Działaczka Socjaldemokratycznej Partii Austrii, w 2009 została przewodniczącą partyjnej organizacji kobiecej. Od 1995 do 2008 wchodziła w skład rady i zarządu gminy targowej Guntramsdorf.
W latach 1999–2008 była deputowaną do Rady Narodowej trzech kadencji. Zrezygnowała z mandatu w związku wejściem w skład rządu Dolnej Austrii. Ponownie wybierana do niższej izby austriackiego parlamentu w 2013, 2017 i 2019.
W grudniu 2008 powołana w skład pierwszego rządu Wernera Faymanna, objęła w nim stanowisko ministra ds. kobiet i służby cywilnej. W grudniu 2013 w drugim gabinecie tegoż kanclerza została ministrem edukacji, kultury i sztuki. W marcu 2014 powierzono jej w tym rządzie funkcję ministra edukacji i kobiet. Została odwołana z urzędu w maju 2016, dzień po objęciu stanowiska kanclerza przez Christiana Kerna, po czym powróciła do wykonywania mandatu poselskiego.
Odznaczona Odznaką Honorową za Zasługi dla Republiki Austrii II klasy (2012).